# Wolfram Fiedler
Pour les articles homonymes, voir Fiedler.
Wolfram Fiedler, né le 29 septembre 1951 à Ilmenau en Thuringe (Allemagne de l'Est) et mort le 11 avril 1988 à Berlin d'un cancer, est un lugueur est-allemand. Il a notamment remporté deux médailles de bronze olympique lors des Jeux olympiques de 1972 à Sapporo au Japon en simple et en double avec son compatriote Klaus Bonsack. Il a également gagné le titre de champion du monde en simple en 1975 mais aussi le titre de champion d'Europe à deux reprises en 1972 et 1976.

## Palmarès

### Jeux olympiques d'hiver
- Médaillé d'argent olympique en simple lors des Jeux olympiques d'hiver de 1972 à Sapporo ( Japon)
- Médaillé d'argent olympique en double lors des Jeux olympiques d'hiver de 1972 à Sapporo ( Japon)

### Championnats du monde
- Vice-champion du monde en simple lors du Championnats du monde 1973 à Oberhof ( Allemagne de l'Est)
- Champion du monde en simple lors du Championnats du monde 1975 à Hammarstrand ( Suède)

### Championnats d'Europe
- Champion d'Europe en simple lors du Championnats d'Europe 1972 à Königssee ( Allemagne de l'Ouest)
- Vice-champion d'Europe en simple lors du Championnats d'Europe 1975 à Olang ( Italie)
- Champion d'Europe en simple lors du Championnats d'Europe 1976 à Hammarstrand ( Suède)